# 47 metri - Great White
47 metri - Great White (Great White) è un film del 2021 diretto da Martin Wilson e scritto da Michael Boughen.
 A dispetto del titolo italiano, questo film non è collegato a 47 metri.
Il film è interpretato da Katrina Bowden, Aaron Jakubenko, Tatjana Marjanovic e Kimie Tsukakoshi. Nel film, due squali bianchi circondano cinque passeggeri a bordo di un idrovolante arenato ad alcune miglia dalla costa.

## Trama
Mentre stanno facendo il bagno due giovani sposi - Luke e Tracy - vengono attaccati da uno squalo. Luke viene divorato mentre Tracy riesce a raggiungere la loro barca, ma colpita dal boma della barca ricade in mare.
Una coppia di operatori ed amanti degli idrovolanti, Kaz Fellows e il suo ragazzo, Charlie Brody, insieme ai loro passeggeri, Joji e Michelle Minase, e al cuoco Benny, partono in volo per raggiungere la pittoresca Hell's Reef. All'atterraggio Michelle rivela agli altri che la ragione del viaggio è quello di spargere in quel luogo le ceneri di suo nonno, Saeki Morita, che nel 1951 fu l'unico sopravvissuto al naufragio di un lugger su quella barriera corallina. Mentre passeggiano per la spiaggia, i due coniugi giapponesi scoprono il cadavere di Luke parzialmente divorato. Charlie, che in passato è stato attaccato da uno squalo mentre faceva il biologo marino, intuisce subito di trovarsi di fronte ad un sospetto attacco di squalo. Kaz trova nella tasca dei boxer del cadavere un cellulare e in esso una foto del defunto insieme ad una ragazza.
Charlie avvisa telefonicamente la guardia costiera, poi insieme a Benny convince gli altri a rintracciare la barca su cui si trovava il defunto per scoprire se per caso la sua ragazza sia ancora viva. Dopo una breve ricerca aerea, trovano la barca capovolta. Benny si tuffa per indagare sul relitto nel caso in cui la ragazza sia intrappolata all'interno. L'uomo trova il cadavere di Tracy parzialmente divorato e sconvolto torna di corsa all'idrovolante. Mentre stanno per ripartire, fa la sua comparsa uno squalo bianco che attacca uno dei galleggianti dell'idrovolante. L'idrovolante inizia ad affondare così tutti i suoi occupanti lo abbandonano per la zattera di salvataggio.
Alla deriva nella corrente, Charlie cerca di navigare usando la bussola ed i remi della zattera. Quando scende la notte, durante il suo turno di remare, Michelle si addormenta e perde uno dei remi, ma Kaz si tuffa in acqua e riesce e recuperarlo. Più tardi, Charlie dà a Kaz e Michelle delle tute da indossare per restare al caldo. Benny si offre di aiutare Michelle ad indossarla provocando una crisi di gelosia in Joji. I due si mettono a litigare e Joji spinge Benny in acqua, dove viene attaccato ed ucciso dallo squalo bianco. Più tardi lo squalo attacca la zattera capovolgendola e facendo finire tutti quanti in acqua. Joji viene ucciso mentre tenta di tornare alla zattera.
Al mattino, mentre Kaz consola Michelle distrutta dal dolore, Charlie realizza che la zattera sta iniziando a sgonfiarsi. Mentre le due donne stanno remando con le mani, lo squalo ricompare e Charlie spera di riuscire ad ucciderlo colpendolo con l'arpione che ha costruito artigianalmente servendosi del remo rimasto e di un coltello da sub. Il gruppo scopre con orrore che non c'è un solo squalo a dare loro la caccia, ma ben due. Kaz cade in acqua, ma riesce a tornare illesa sulla zattera. Il giorno dopo la zattera ha quasi raggiunto la riva anche se è ormai mezza sgonfia. Rendendosi conto che sicuramente affonderanno e che saranno alla mercé degli squali, Charlie e Kaz decidono di provare a distrarre gli animali in modo che Michelle possa raggiungere la riva.
Kaz riesce a colpire uno degli squali con un razzo e Charlie gli trafigge l'occhio e il cervello con il suo coltello, uccidendolo. Nel frattempo Michelle riesce a salire sul relitto arrugginito di un vecchio naufragio. Charlie ricarica la pistola lanciarazzi con un secondo razzo e poi tenta di eliminare lo squalo rimasto. Mentre Kaz e Charlie si abbracciano e baciano sott'acqua, Kaz vede lo squalo avvicinarsi a loro. Charlie si avvicina all'animale per sparare, manca il bersaglio e viene così attaccato ed ucciso dallo squalo. Kaz riesce a scappare e a raggiungere Michelle. Lo squalo bianco si avvicina facendo cadere entrambe le donne in acqua. Kaz cerca di distrarre ancora una volta lo squalo mentre Michelle riprende a nuotare verso la riva.
Kaz si nasconde nel relitto affondato. Lo squalo cerca di attaccarla ma rimane intrappolato sotto a pezzi di metallo. Kaz, incapace di raggiungere il suo apparecchio per la respirazione, perde conoscenza e quasi annega. Ma prima di soccombere, Michelle torna indietro e riesce a rianimarla facendole la respirazione bocca a bocca. Ripresasi in fretta, Kaz colpisce ripetutamente la struttura di metallo facendo così cadere un pezzo appuntito sulla testa dello squalo uccidendolo. Kaz e Michelle poi nuotano e raggiungono la riva sane e salve.

## Produzione
La trama del film ricorda molto quella del film del 2018 Frenzy, dove un gruppo di amici che volano per fare immersioni subacquee nell'oceano, finisce su una zattera di salvataggio e deve sopravvivere ad un branco di squali bianchi.
Parte del film è stato girato alla North Queens Beach sulla Redcliffe Peninsula, appena a nord di Brisbane.

## Distribuzione
Great White è uscito nelle sale cinematografiche in Spagna il 7 maggio 2021 e negli Emirati Arabi Uniti il 13 maggio 2021
Nel Regno Unito è stato distribuito in DVD dal 17 maggio 2021. In Australia è uscito nei cinema l'11 giugno 2021.
Negli Stati Uniti sarà distribuito nelle sale, video on demand e sulle piattaforme digitali il 16 luglio 2021.

## Accoglienza

### Incassi
Great White ha incassato 348.566 dollari in Spagna e 168.087 dollari negli Emirati Arabi Uniti, portando il totale mondiale lordo a 516.653 dollari.

### Critica
Su Rotten Tomatoes, il film ha una valutazione di approvazione del 42% basata su sei recensioni, con una valutazione media di 4,5/10. Cath Clarke, scrivendo per il The Guardian, ha dato al film un punteggio di due stelle su cinque. Clarke si è complimentato con il "grande squalo bianco in CGI semi-decente", ma ha scritto che il film "trasforma il cambiamento climatico in una narrativa molto familiare" e che "Potresti trovarti a mangiarti le unghie – per la noia piuttosto che per paura."